# Grease (musical)
Grease is een musical van Jim Jacobs en Warren Casey die in veel landen is geproduceerd en opgevoerd. De musical werd voor het eerst opgevoerd in 1972. De musical is verfilmd in 1978.

## Nederlandse en Vlaamse versie
De musical was voor het eerst in Nederland te zien in 1997, geproduceerd door Stardust.
Een volgende revival van Grease speelde van 3 oktober 2006 tot en met 29 juli 2007, ditmaal geproduceerd door V&V Entertainment. In België is tussen 26 december 2007 en 6 januari 2008 de Nederlandstalige revival van de musical Grease uitgevoerd met een Vlaamse cast. 
Van september 2015 tot en met april 2016 is Grease weer in Nederland te zien. De musical wordt opgevoerd door het hele land.

### Nummers uit de Nederlandse en Vlaamse revival
| Bedrijf I - Sandy - Grease - Die zomernacht - Een stille glimlach - Freddy m'n lief - Sandra Dee - Hopeloos verlang ik naar jou! - Greased lightnin' - Rydell Fight Song - Ik kom altijd bij jou - Wij blijven samen | Bedrijf II - Shaken op de Rydell Rock - Een stille glimlach - Born to hand Jive - 't Is feest maar het regent - Hoofd in de wolken - Sandy - Rock 'n roll party queen - Het zou erger kunnen zijn - Sandra Dee - Want voor jou wil ik gaan - Finale |

### Rolverdeling Nederlandse versie
| Rol                                   | Uitvoerende 1997/1998 (Stardust BV) | Uitvoerende 2006/2007 (V&V Entertainment) | Uitvoerende 2015/2016 (Stage Entertainment)     | Uitvoerende 2023 (Albert Verlinde Entertainment Producties B.V.) |
| ------------------------------------- | ----------------------------------- | ----------------------------------------- | ----------------------------------------------- | ---------------------------------------------------------------- |
| Danny Zuko                            | Dennis van de Klundert              | Jim Bakkum                                | Tim Douwsma                                     | Tristan van der Lingen                                           |
| alternate/understudy                  | -                                   | Levi van Kempen, William Spaaij           | Ferry Doedens, Yoran de Bont, Joey Ferre        | Davy Reedijk, Swen Overman                                       |
| Sandy Dumbrowski                      | Brigitte Nijman                     | Bettina Holwerda                          | Vajèn van den Bosch                             | Danique Graanoogst                                               |
| alternate/understudy                  | Anneke Beukman                      | Madelon van der Poel                      | Jolijn Henneman, Daisy Duin, Helle Vanderheyden | Sanne den Besten, Imahni Tsolakis, Kaylee Peters                 |
| Kenickie                              | Dirkjan Jansen                      | William Spaaij                            | Tommie Christiaan                               | Jonathan Vroege                                                  |
| alternate/understudy                  | -                                   | Nelo Schelle                              | Joey Ferre, Yannick Plugers                     | Marnix Lenselink, Gino Korsel                                    |
| Betty Rizzo                           | Sophia Wezer                        | Cystine Carreon                           | Annefleur van den Berg                          | Esmée Dekker                                                     |
| alternate/understudy                  | -                                   | Regi Severins                             | Daisy Duin, Fenna Ramos, Charlotte Campion      | Djin Kastje, Kaylee Peters                                       |
| Miss Lynch & Wilma                    | Nelly Frijda                        | Aafke van der Mey                         | Mylène d'Anjou                                  | Marjolijn Touw                                                   |
| alternate/understudy                  | -                                   | Ottolien Boeschoten                       | Melise de Winter                                | Lysanne van der Sijs, Kaylee Peters                              |
| Doody                                 | Peter Stoelhorst                    | Yves Adang                                | Martijn Vogel                                   | Jules Jaden Avery                                                |
| alternate/understudy                  | -                                   | Stephan Holwerda, Paul Boereboom          | Jip Bartels, Flen Huisman                       | Swen Overman, Davy van der Lubbe                                 |
| Frenchy                               | Anneke Beukman                      | Saar Bressers                             | Joke van Robbroeck                              | Cheyenne Sydney Latul                                            |
| alternate/understudy                  | -                                   | Wendy Peters                              | Marie Körbl, Ilse Hamminga                      | Isabelle Verhoeven, Lysanne van der Sijs                         |
| Sonny La Tierri                       | Louis-Fritz Maurer                  | Jurriaan Bles                             | Joey Ferre                                      | Beau Jones                                                       |
| alternate/understudy                  | -                                   | Stephan Holwerda                          | Leo Alexander Hewitt, Yannick Plugers           | Swen Overman, Davy van der Lubbe                                 |
| Marty                                 | Lone van Roosendaal                 | Daphne Flint                              | Reneé de Gruijl                                 | Joanne Rozal                                                     |
| alternate/understudy                  | -                                   | Wendy Peters                              | Marie Körbl, Daisy Duin                         | Isabelle Verhoeven, Lysanne van der Sijs                         |
| Roger                                 | Edwin de Jongh                      | Hein Gerrits                              | Thijs Snoek                                     | Gino Korsel                                                      |
| alternate/understudy                  | -                                   | Nelo Schelle/Paul Boereboom               | Gijs Stallinga, Leo Alexander Hewitt            | Swen Overman, Davy van der Lubbe                                 |
| Jan                                   | Tanja de Nijs                       | Barbara de Wit                            | Eva ten Hoor                                    | Maxime Karsten                                                   |
| alternate/understudy                  | -                                   | Wendy Peters                              | Ilse Hamminga, Sarah Cremers                    | Isabelle Verhoeven, Lysanne van der Sijs                         |
| Eugene & Ensemble                     | Richard Janssen                     | Boris Schreurs                            | Jip Bartels                                     | Luuk Haaze                                                       |
| alternate/understudy                  | -                                   | Stephan Holwerda                          | Flen Huisman, Luuk Melisse                      | Swen Overman, Davy van der Lubbe                                 |
| Patty & Ensemble                      |                                     | Lonneke Hinnen                            | Sanne Schlette                                  | Kaylee Peters                                                    |
| alternate/understudy                  | -                                   | Madelon van der Poel                      | Sarah Cremers, Jolijn Henneman                  | Lysanne van der Sijs, Isabelle Verhoeven                         |
| Vince Fontaine, Teen Angel & Ensemble | Ted Koninkx                         | Martin Stritzko                           | René van Kooten                                 | William Spaaij                                                   |
| alternate/understudy                  | -                                   | Nelo Schelle                              | Yoran de Bont, Gijs Stallinga                   | Luuk Haaze, Jules Jaden Avery                                    |
| Cha-Cha & Ensemble                    |                                     | Barbara Hol                               | Fenna Ramos                                     | Elise Wanner                                                     |
| alternate/understudy                  | -                                   | Regi Severins                             | Marie Körbl, Sarah Cremers                      | Lysanne van der Sijs, Isabelle Verhoeven                         |

### Rolverdeling Vlaamse versie
| Rol                                   | 2007                                                | 2024                          |
| ------------------------------------- | --------------------------------------------------- | ----------------------------- |
| Danny                                 | Davy Gilles                                         | Danny Dorland                 |
| alternate/understudy                  | -                                                   | -                             |
| Sandy                                 | Sasha Rosen                                         | Tinne Oltmans                 |
| alternate/understudy                  | Deborah De Ridder                                   | -                             |
| Kenickie                              | Gunther Levi                                        | Pieter Casteleyn              |
| alternate/understudy                  | Eddy Klein                                          | -                             |
| Rizzo                                 | Cystine Carreon / Ann Van den Broeck                | Lauren de Ruyck               |
| alternate/understudy                  | Barbara De Wit / Deborah De Ridder / Nadine De Boer | -                             |
| Doody                                 | Steven Colombeen                                    | Aaron van Goethem             |
| alternate/understudy                  | Jaap van Egeraat                                    |                               |
| Frenchy                               | Nienke Van Hassel                                   | Megane Moerenhout             |
| alternate/understudy                  | Kristel van Grunsven / Nadine De Boer               |                               |
| Sonny                                 | Christian Celini                                    | Beau Jones                    |
| alternate/understudy                  | Steven Savelkoels                                   |                               |
| Marty                                 | Deborah De Ridder                                   | Nina Rey                      |
| alternate/understudy                  | Lieselot Meurisse                                   |                               |
| Roger                                 | Reuben De Boel                                      | Nolle De Kock                 |
| alternate/understudy                  | Eddy Klein                                          |                               |
| Jan                                   | Barbara De Wit                                      | Esther Nwanu                  |
| alternate/understudy                  | Kristel Van Grunsven                                |                               |
| Miss Lynch & Wilma                    | Myriam Bronzwaar/ Britt Van der Borght              | Ruth Beeckmans/Mylène d'Anjou |
| alternate/understudy                  | -                                                   | -                             |
| Eugene & Ensemble                     | Dieter Verhaegen                                    | Luuk Haaze                    |
| alternate/understudy                  | Nordin De Moor                                      |                               |
| Patty                                 | Fleur Brusselmans                                   | Manon van Riel                |
| alternate/understudy                  | -                                                   |                               |
| Vince Fontaine, Teen Angel & Ensemble | Chris Van Tongelen                                  | Thomas van Goethem            |
| alternate/understudy                  | Dieter Verhaegen                                    | -                             |
| Cha-Cha & Ensemble                    | Susanne Kiemel                                      | Elise Wanner                  |
| alternate/understudy                  | Ellen Braet                                         |                               |

'14-'18 · '40-'45 (België) · '40-'45 (Nederland) · 1830 · De 3 Biggetjes · 3 Musketiers · Aida · Albert I · Alice in Wonderland · A xXxmas Carola · Anatevka · Assepoester · Belle en het Beest · Billie Holiday · Bloedbroeders · The Bodyguard · Cabaret · Camelot · Cats · Chicago · Ciske de Rat · Cyrano de Bergerac · De Schone van Boskoop · Daens · Damiaan · Dirty Dancing · Doe Maar! · Domino · Doornroosje · Dracula · Drood · Elisabeth · Evita · Fame · De Finale · Flashdance · Foxtrot · Goodbye, Norma Jeane · Grease · Hair · High School Musical · De Jantjes · Jeanne d'Arc · Jekyll & Hyde · Jersey Boys · Jesus Christ Superstar · Kadanza · De kleine zeemeermin · Koning van Katoren · Kruimeltje · Kuifje: De Zonnetempel · Kunt u mij de weg naar Hamelen vertellen, mijnheer? · The Last Five Years · Lelies · The Lion King · The Little Mermaid · Love Story · Lover of Loser · Mamma Mia! · De man van La Mancha · Marie-Antoinette · Mary Poppins · Les Misérables · Miss Saigon · Muerto! · De Muze van Rubens · My Fair Lady · On Your Feet! · Op hoop van Zegen · Oorlogswinter · The Passion · Pauline & Paulette · The Phantom of the Opera · Pinokkio · Red Star Line · Rembrandt · Robin Hood · Romeo en Julia, van Haat tot Liefde · De Rozenoorlog · Rubens · Shhh...it happens! · Shrek · Soldaat van Oranje · Spring Awakening · De sprookjesmusical Klaas Vaak · Sneeuwwitje · The Sound of Music · Tarzan · Titanic · Turks fruit · Urinetown · De Vliegende Hollander · Wat Zien Ik?! · Wicked · The Wild Party · The Wiz · Wickie de viking de musical
    Portaal Musical